# Epithema horsfieldii
Epithema horsfieldii là một loài thực vật có hoa trong họ Tai voi. Loài này được (R.Br.) DC. mô tả khoa học đầu tiên năm 1845.